# Аушева Наталія Миколаївна
Наталія Миколаївна Аушева (нар. 13 липня 1969, Київ, Україна) — українська науковиця та дослідниця в галузі геометричного моделювання та комп'ютерної графіки, доктор технічних наук, професор.

## Життєпис
Народилась 13 липня 1969 року в Києві. 
Закінчила Київський політехнічний інститут у 1992 році. Після закінчення працювала на кафедрі автоматизації проєктування енергетичних процесів і систем Національного технічного університету України «Київський політехнічний інститут імені Ігоря Сікорського».У 2021 році обійняла посаду завідувачки кафедри. 
Одружена. Має двох дочок.

## Діяльність
Бере участь у науково-дослідній роботі кафедри, пов’язаній з геометричним моделюванням об’єктів дійсного простору. З 2015 по 2016 роки була керівницею науково-дослідної роботи «Автоматизація моніторингу гідрохімічного стану підземних вод АЕС». 
2017–2020 — керівниця ініціативної теми «Інтелектуальна обробка графічної інформації». Членкиня спеціалізованої вченої ради зі спеціальності 05.13.12 – системи автоматизації проєктувальних робіт у КПІ імені Ігоря Сікорського. 
Активно бере участь у роботі спеціалізованої вченої ради Д 26.056.06 у Київському національному університеті будівництва і архітектури офіційним опонентом при захисті дисертацій. 
З 2011 року є членкинею галузевої конкурсної комісії Всеукраїнського конкурсу студентських наукових робіт з галузі науки «Прикладна геометрія, інженерна графіка та ергономіка», який проводиться в Національному технічному університеті «Харківський політехнічний інститут» (НТУ «ХПІ»). 
Членкиня редакційної колегії «Комп’ютерне моделювання: аналіз, управління, оптимізація» («Computer Modeling: Analysis, Control, Optimization»).
Брала участь у розробці стандартів вищої освіти НТУУ «КПІ» для ступенів «бакалавр», «магістр», освітньо-професійної програми ступеня «бакалавр» та освітньо-наукових програм другого та третього рівня вищої освіти за спеціальністю «Комп’ютерні науки та інформаційні технології». Бере участь у розробці освітніх програм за спеціальністю 122 «Комп’ютерні науки», навчальних та робочі навчальних планів цієї ж спеціальності, членкиня Вченої ради теплоенергетичного факультету та методичної ради факультету, секретарка НМК з вищої освіти МОН зі спеціальності 122 «Комп’ютерні науки», гарантка спеціальності 122 «Комп’ютерні науки» за третім рівнем підготовки здобувачів, голова НМКУ спеціальності 122 «Комп’ютерні науки» КПІ ім. Ігоря Сікорського, експерт НАЗЯВО. 
Викладає дисципліни «Геометричне моделювання і комп’ютерна графіка», «Просторове моделювання та візуалізація».

## Нагороди та відзнаки
- Почесна грамота Міністерства освіти і науки України
- Почесна грамота Національного агентства України з питань забезпечення ефективного використання енергетичних ресурсів
- Нагрудний знак «Відмінник освіти»